# Olga
Olga je žensko osebno ime.

## Izvor imena
Ime Olga izhaja iz ruskega imena Olъga, to pa iz staroskandinavskega Helga z nejdanjim pomenom »sveta«.

## Izpeljanke imena
- ženske obloke imena: Olgica, Oli, Olja
- moška oblika imena: Oleg

## Pogostost imena
Po podatkih Statističnega urada Republike Slovenije je bilo na dan 31. decembra 2007 v Sloveniji 6.385 oseb z imenom Olga. Ime Olga je bilo na ta dan po pogostosti uporabe med ženskimi imeni na 37. mestu.

## Osebni praznik
Olga praznuje god 11. julija.

## Zanimivost
Olga je tudi ime svetnice. To je Olga Kijevska, ki je v kijevski državi širila krščanstvo. Umrla je leta 969.

## Znane osebe
Olga Kacjan (igralka), Olga Kastelic (partizanska prvoborka), Olga Paušič (mladinska pisateljica), Olga Pučkova (ruska tenisačica), 